# Буда-Горобиевская
Буда-Горобиевская (укр. Буда-Горобіївська) — село в Каневском районе Черкасской области Украины.
Население по переписи 2001 года составляло 147 человек. Занимает площадь 1,232 км². Почтовый индекс — 19050. Телефонный код — 4736.

## Персоналии
- В селе умер Пащенко, Василий (1822—1891) — украинский композитор.

## Местный совет
19050, Черкасская обл., Каневский р-н, c. Горобиевка